# Hohenzollern-Sigmaringen
Lo Hohenzollern-Sigmaringen fu uno degli stati parte dell'eredità di una linea collaterale della famiglia degli Hohenzollern, meno conosciuta come dinastia del ramo di Svevia, distinta dal ramo di Franconia i cui membri divennero burgravi di Norimberga e successivamente governarono il Brandeburgo, la Prussia ed infine la Germania.

## Storia
La contea di Hohenzollern-Sigmaringen venne creata nel 1576, dopo la suddivisione della contea di Zollern, uno dei domini del Sacro Romano Impero. Quando morì l'ultimo conte di Zollern, Carlo I di Hohenzollern, il territorio venne diviso in diverse parti tra i suoi tre figli:
- Eitel Federico IV di Hohenzollern (1545–1605)
- Carlo II di Hohenzollern-Sigmaringen (1547–1606)
- Cristoforo di Hohenzollern-Haigerloch (1552–1592).

Nel 1634 le fu concesso il rango di principato. Il Principato di Hohenzollern-Sigmaringen si trovava in una piccola porzione di terra nella parte sud-est della Germania e si estendeva su Sigmaringen, Voeringen (sotto il protettorato dell'Austria), Glaett, Haigerloch (1634), Woehrstein, Arzberg, Haigerloch. Nel 1814 lo stato acquistò alcune terre dei principi Fürstenberg e Thurn und Taxis mediatizzati (Trochtelfingen, Beuren). 
Il principato fu confermato stato indipendente nel 1815 nell'ambito della Confederazione germanica.
Diversamente dagli Hohenzollern di Brandeburgo e di Prussia e dai loro cugini, gli Hohenzollern-Hechingen e gli Hohenzollern-Haigerloch, gli Hohenzollern-Sigmaringen rimasero cattolici.
La linea cattolica cessò di regnare quando il principe Carlo Antonio, succeduto a Carlo per abdicazione il 27.08.1848 nel periodo dei moti rivoluzionari, rinunciò ai suoi diritti sul principato a favore del re di Prussia. Con l'atto del 07.12.1849 e reale Ordine del 20.03.1850 il principato fu annesso alla Prussia, come parte della provincia del Reno, ed in cambio il principe Carlo Antonio ebbe titoli e prerogative principesche quali Altezza reale e principe cadetto della casa reale prussiana. L'annessione dei legittimi stati, comunque, non sminuì l'importanza della Casata di Hohenzollern-Sigmaringen; infatti dal 1881 la linea regnò sovrana in Romania fino al 1947.
L'ultimo principe, Carlo Antonio di Hohenzollern-Sigmaringen, ricoprì il ruolo di presidente dei ministri del governo prussiano dal 1858 al 1861. Il secondo figlio di Carlo Antonio, Carlo Eitel Federico di Hohenzollern-Sigmaringen divenne Principe (dal 1866 al 1881) e quindi Re (dal 1881 al 1914) del Regno di Romania, sotto il nome di Carol I e la casata rimase al trono sino al termine della monarchia nel 1947. 
Alla morte dell'ultimo erede degli Hohenzollern-Hechingen nel 1869, il capo della Casa di Hohenzollern-Sigmaringen, Carlo Antonio di Hohenzollern-Sigmaringen ottenne il titolo di principe di Hohenzollern invece di quello di Hohenzollern-Sigmaringen.
L'opposizione francese alla candidatura del fratello minore di Carlo, Leopold per il trono di Spagna causò l'inizio della guerra franco-prussiana (1870-1871), che portò alla fondazione dell'Impero di Germania nel gennaio 1871.
Il conte Massimiliano di Hohenzollern-Sigmaringen (1644-1689) sposò nel 1644 Maria Clara van der Bergh contessa ereditiera di Boksmeer, contea sovrana nel Brabante. Con il figlio Guglielmo van der Bergh Hohenzollern- Sigmaringen (1689-1737) si generò così la linea comitale sovrana di Boksmeer che regnò fino all'invasione francese nel 1797. A lui successero, Giovanni Battista (1737-1757), Carlo Federico (1757-1785) e Antonio Aloisio Mainardo (1787-1797).

## Giurisdizione nobiliare e titoli

### Germania del Sud

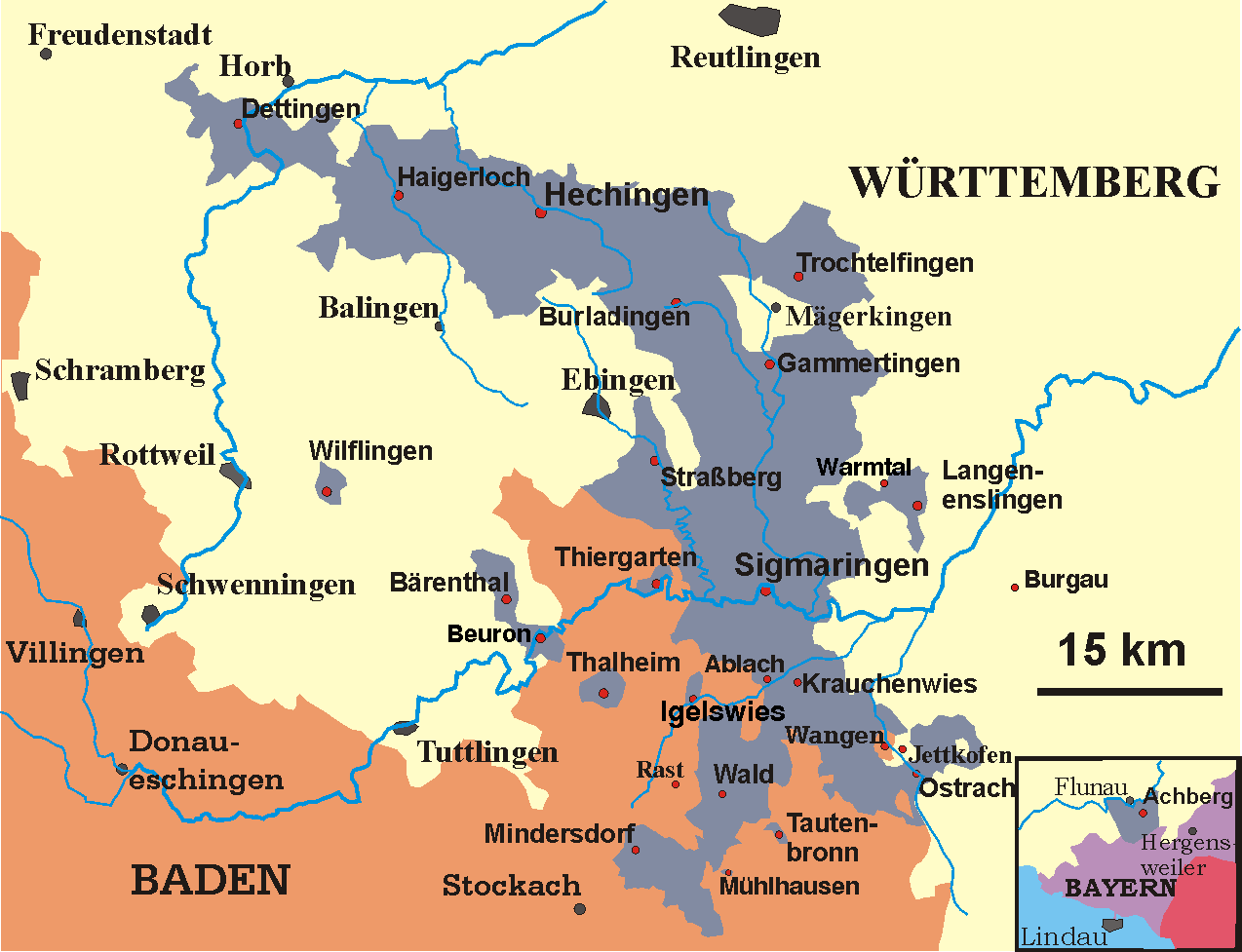
la regione di Hohenzollern (Württemberg, Germania)

#### Giurisdizione nobiliare
La linea degli Hohenzollern-Sigmaringen, governò su una serie di territori:
- contea di Zollern (1061)
- burgraviato di Norimberga (1192)
- contea di Veringen (1535)
- signoria di Haigerloch (1634)
- signoria di Wehrstein (1634)
- contea di Berg (1781)

Dal 1806 sino al 1813 i domini divennero parte della Confederazione del Reno, uno stato a corta vita promosso da Napoleone I. Dal 1815 al 1849 il principato fu membro della Confederazione germanica. Nel 1849 perse la propria indipendenza e venne incorporato nel Regno di Prussia come provincia di Hohenzollern.
La Confederazione germanica, tramutatasi nel 1866 nella Confederazione della Germania del Nord, divenne in seguito parte dell'Impero germanico nel 1871 seguendone le sorti.

#### Titoli nobiliari
Il capo della Casa di Hohenzollern-Sigmaringen gode dei seguenti titoli nobiliari:
- principe di Hohenzollern
- burgravio di Norimberga
- conte di Hohenzollern
- Conte di Sigmaringen
- conte di Veringen
- conte di Berg
- signore di Haigerloch
- signore di Wehrstein

La prima generazione discendente dal capo della Casa di Hohenzollern-Sigmaringen gode dei seguenti titoli:
- principe o principessa di Hohenzollern-Sigmaringen
- principe o principessa di Hohenzollern

### Est Europa

#### Giurisdizione nobiliare

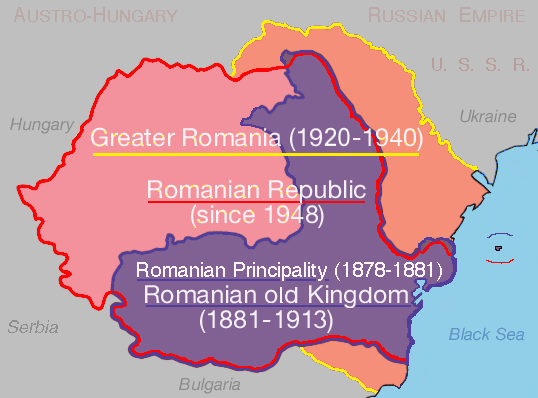
La Romania nel XX sec.

Il moderno stato della Romania venne formato dalle province di Moldavia e Valacchia nel 1859 sotto il principe moldavo Alexandru Ioan Cuza. Venne soppiantato da Carlo Eitel di Hohenzollern-Sigmaringen nel 1866, che divenne il Principe Carol. Nel 1881, il principato venne elevato a regno e il principe Carol divenne Re con il nome di Carlo I di Romania. Nel 1918 vennero aggiunte Transilvania e Bessarabia. Grazie al trattato di Versailles, nel 1920 gran parte del Banato divenne parte della Romania. Anche la Bucovina venne aggiunta ai domini rumeni nel 1918.
Nel 1940 lo stato venne occupato dalle truppe sovietiche sino al 1947 quando venne deposta la monarchia e venne proclamata la Repubblica Popolare di Romania.

#### Titoli nobiliari
Il capo della Real Casa di Romania ottenne i titoli di
- re dei Romeni

La prima generazione discendente dal capo della Casa di Hohenzollern-Sigmaringen gode dei seguenti titoli:
- principe o principessa di Romania

## Regnanti

### Germania del Sud

#### Conti di Hohenzollern (1576-1623)
- Carlo II (1576-1606)
- Giovanni (1606-1623)

#### Principi di Hohenzollern-Sigmaringen (1623-1849)
- Giovanni (1623-1638)
- Mainardo I (1638-1681)
- Massimiliano (1681-1689)
- Mainardo II (1689-1715)
- Giuseppe Federico Ernesto (1715-1769)
- Carlo Federico (1769-1785)
- Antonio Luigi (1785-1831)
- Carlo (1831-1848)
- Carlo Antonio (1848-1849)

#### Pretendenti (dal 1849 ad oggi)

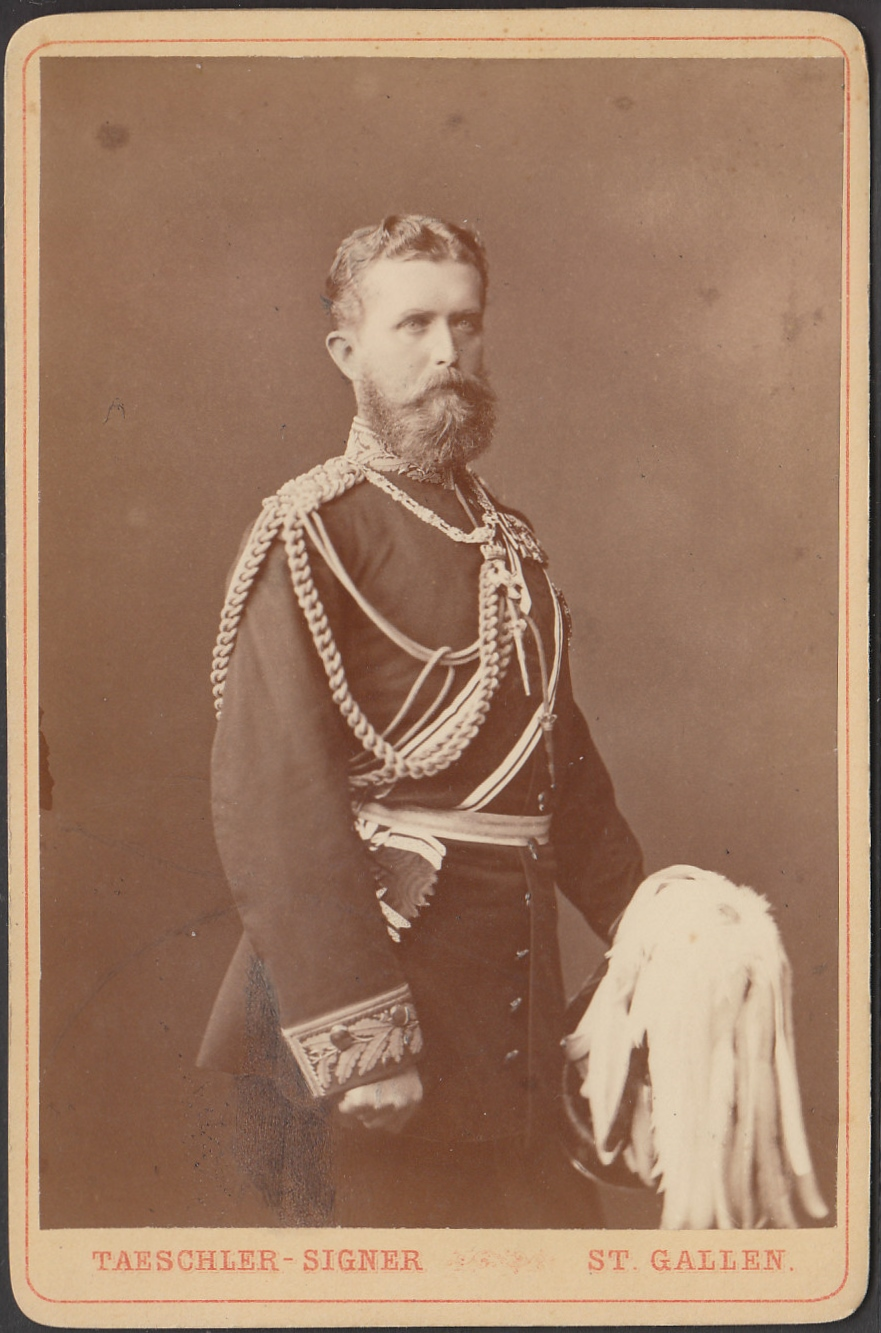
Leopoldo di Hohenzollern-Sigmaringen

- Carlo Antonio (1849-1885)
- Leopoldo (1885-1905)
- Guglielmo (1905-1927)
- Federico Vittorio (1927-1965)
- Federico Guglielmo (1965-2010)
- Carlo Federico (dal 2010)
- Alessandro (erede)

### Europa dell'Est

#### Principi di Romania (1866-1881)
- Carlo I (1866-1881)

#### Re di Romania (1881-1947)
- Carlo I (1881-1914)
- Ferdinando I (1914-1927)
- Michele I (1927-1930)
- Carlo II (1930-1940)
- Michele I (1940-1947)

#### Pretendenti (dal 1947 ad oggi)
- Michele I (1948-2016)
- Margherita di Romania (erede presuntiva)